# Алёшиха (приток Гайвы)
Алёшиха — река в Стряпунинском сельском поселении Краснокамского района Пермского края (Россия), правый приток Гайвы (бассейн Камы).
Длина — около 4 километров.
Берёт начало между урочищами Хоменки, Зори и Глухая Падь (к северу от города Перми) на высоте свыше 155 м над уровнем моря. Верховье запружено. Течёт в юго-западном направлении. Территория вдоль реки застроена садоводческими товариществами («Алешиха-1», «Здоровье», «Уралочка» и проч.). Впадает в Гайву справа, южнее горы Зори, на высоте около 145 м.